# Eliandro
Eliandro dos Santos Gonzaga, mais conhecido como Eliangol (São Paulo, 23 de abril de 1990), é um futebolista brasileiro que atua como atacante. Atualmente, defende o Associação Atlética Internacional (Limeira).

## Carreira

### Inicio  no Cruzeiro
Eliandro é formado nas categorias de base do Cruzeiro. Após boas atuações na base foi promovido ao profissional pelo técnico Adílson Batista. Pelo Profissional atuou em 19 partidas marcando dois gols. 
Porém, após não ter muitas chances no início do Campeonato Brasileiro de Futebol de 2010, foi emprestado para o Sport, para a disputa da Série B de 2010.
No início de 2011 voltou ao Cruzeiro, mas não ficou muito tempo por lá. Foi emprestado no dia 27 de janeiro de 2011 ao América Mineiro, para disputar a Série A.

### 2012 – 2016
Entre o período de 2012 a 2015 rodou por ABC, Vila Nova, Nacional. Todas essas passagens sem sucesso.
No ano de 2016 assinou contrato com o Batatais, para disputa do Campeonato Paulista Série A2 de 2016. Sendo um dos destaques na campanha da equipe, que chegou as semifinais. Anotando 9 gols na competição.
Em maio de 2016, acertou com o Bragantino, para a disputa do Campeonato Brasileiro da Série B de 2016.
Em setembro de 2016, acertou com o Guarani, sendo decisivo no jogo de volta contra o ASA de Arapiraca, fazendo 2 gols, e garantindo o acesso à Série B de 2017 do Guarani.

## Títulos
Cruzeiro
- Campeonato Mineiro: 2009[1]

Birkirkara
- Supercopa Maltesa: 2014[1]

FK Žalgiris Vilnius
- Campeonato Lituano: 2015[1]